# Ридерстрём, Карл Давыдович
Карл Давы́дович Ридерстрём (швед. Carl Fredrik Ridderström; 1817—1887) — учёный лесовод Российской империи, преподаватель Лисинского лесного училища.

## Биография
Родился 22 апреля 1817 года[по какому календарю?] в Выборге, в семье Давида Ридерстрёма (1785—1844). Образование получил в Окружном училище Великого княжества Финляндского; с 1846 года — топограф 1 разряда в Лесном департаменте Министерства государственных имуществ. Его деятельность по устройству лесов сперва в Санкт-Петербургской, а потом в Калужской губернии была замечена и в 1850 году он был назначен преподавателем съёмки в Лисинское егерское, впоследствии Лесное училище. Он также проводил практические занятия по лесоводству и по лесной съёмке в Лисинском учебном лесничестве с оканчивавшими Лесной институт студентами — до закрытия института в 1865 году.
Умер 30 июля (11 августа) 1887 года в Або, куда он уехал восстанавливать расстроенное здоровье в родном климате.
Его брат Кнут  (фин.) работал преподавателем русского языка в учебных заведениях Выборга и Або, а также переводчиком в губернском правлении Або-Бьёрнеборгской губернии и в Абоском магистрате.
Внук его сестры Амалии Шарлотты Викстрём, Казимир Лилиус  (фин.) был управляющим выборгского и ханковского отделений банка Финляндии, а также управляющим полиграфической фирмы «Лилиус и Герцберг» и начальником отдела ценных бумаг в тюрингской банкирской фирме.